# Jordens Peters
Jordens Peters (Nimega, 3 maggio 1987) è un ex calciatore olandese, di ruolo difensore.

## Carriera
Dopo 7 stagioni di militanza nel Den Bosch in seconda serie, nel 2012 è acquistato dal Willem II con cui debutta in Eredivisie.

## Palmarès

### Club

#### Competizioni nazionali
- Eerste Divisie: 1

Willem II: 2013-2014